# Tefé
Tefé là một đô thị thuộc bang Amazonas, Brasil. Đô thị này có diện tích 23704,43 km², dân số năm 2007 là 54290 người, mật độ 2,29 người/km².